# Vågsjön, Uppland
Vågsjön är en sjö i Norrtälje kommun i Uppland och ingår i Broströmmens huvudavrinningsområde. Sjön har en area på 0,509 kvadratkilometer och ligger 20,4 meter över havet.

## Delavrinningsområde
Vågsjön ingår i det delavrinningsområde (664303-165936) som SMHI kallar för Utloppet av Vågsjön. Medelhöjden är 27 meter över havet och ytan är 4,49 kvadratkilometer. Det finns inga avrinningsområden uppströms utan avrinningsområdet är högsta punkten. Vattendraget som avvattnar avrinningsområdet har biflödesordning 2, vilket innebär att vattnet flödar genom totalt 2 vattendrag innan det når havet efter 24 kilometer. Avrinningsområdet består mestadels av skog (50 procent). Avrinningsområdet har 24,01 kvadratkilometer vattenytor vilket ger det en sjöprocent på 36,1 procent. Bebyggelsen i området täcker en yta av 0,83 kvadratkilometer eller 1 procent av avrinningsområdet.